# Швейцер Михайло Абрамович
Миха́йло (Мойсе́й) Абра́мович Шве́йцер (* 16 березня 1920, Перм — †2 червня 2000, Москва) — радянський кінорежисер, народний артист РРФСР.

## Життєпис
Народився 16 березня 1920 р. в м. Перм. Весною 1925 року переїхав до Москви, вступив до ВДІКу, вчився у Сергія Ейзенштейна. «Я учень Ейзенштейна, — любив говорити Швейцер. — Коли ми привезли в Локарно на кінофестиваль фільм „Воскресіння“, всі журналісти відмітили в картині вплив Ейзенштейна. Я дійсно пам'ятаю багато його заповітів. Картина „Час, вперед!“ теж створена під великим впливом уроків Ейзенштейна. Я взагалі вважаю цю картину своєю найкращою. Вона сильна і у сенсі майстерності, і у сенсі щирості».
Працював на Ташкентській к/с у 1941—1942 рр. як асистент режисера. У 1944 році закінчив режисерський факультет ВДІКу, почав працювати на "Мосфільм"і. Був асистентом режисера на зйомках стрічки М. І. Ромма «Людина No 217» у 1944 році.
Перша самостійна робота — фільм «Шлях слави» (1949). Після цієї картини, зйомки якої (як експеримент) виконували зразу троє молодих режисерів, Швейцер залишився без роботи: його поява у кіно припала на період «боротьби з космополітизмом». Звільнений з кіностудії «Мосфільм», він тільки при допомозі М. І. Ромма, у якого він був асистентом на стрічці «Людина № 217», зміг влаштуватися на Свердловську кіностудію режисером документальних фільмів. У період з 1951 по 1955 рр. Швейцер відзняв ряд документальних та видових фільмів.
У 1953—1955 рр. працює на к/с «Ленфільм».
З 1956 — режисер-постановник к/с «Мосфільм».
Потім доля потурала йому і у 1956 році він зняв картину «Чужа рідня». Зразу після нього, у 1957 році, разом з В. Тендряковим, знімає фільм «Тугий вузол». І знову невдача — фільм був названий «антипартійним» і пішов у прокат (обмежений) лише після серйозних виправлень під назвою «Саша вступає в життя» (початковий варіант був вперше показаний лише у 1989 році). Швейцер потім зізнавався, що давав тоді собі слово більше ніколи не працювати з сучасним матеріалом.
Загалом, якщо сучасність не балувала режисера, то класика була благодатним матеріалом — так з'являються «Воскресіння», «Крейцерова соната», «Золоте теля», «Маленькі трагедії», «Мертві душі», які ввійшли у золотий фонд радянського (та пост-радянського) кіно.
Головною людиною в житті Михайла Швейцера була його жінка — Софія Абрамівна Мількіна, теж випускниця ВДІКу, з якою він познайомився наприкінці війни у 1944 році. Вона, за його словами, була і його вчителем, і єдиною людиною, яка ставила високі вимоги і не дозволяла схибити, яка формувала світогляд режисера та його реальне життя. Завдяки її величезним духовним, творчім та організаційним силам, Швейцер та їх спільна з Софією Абрамівною творчість відбулися. Багато режисерських та сценарських робіт зроблено разом з нею.
М.Швейцер був художнім консультантом Правління Кіноконцерну «Мосфільм». Він написав і опублікував в центральних газетах та журналах низку серйозних статей про життя та про мистецтво. Протягом багатьох років був головою Бюро режисерів студії та членом Правління Союзу Кінематографістів СРСР.
Михайло Швейцер помер 2 червня 2000 р. у Москві через місяць після автокатастрофи.

## Нагороди та звання
- 1977 — Народний артист РРФСР
- 1977 — Лауреат Державної премії СРСР (фільм «Втеча містера Мак-Кінлі»)
- 1989 — Лауреат Державної премії РРФСР ім. братів Васильєвих (фільм «Крейцерова соната»)
- 1990 — Народний артист СРСР
- 1992 — Премія «Кінотавр», приз у номінації «За творчій внесок в кіномистецтво»
- 1995 — Лауреат Премії «Золотий Овен» («Людина кінематографічного року»)
- 1996 — «Орден Пошани»
- 1998 — Премія Президента Росії в області літератури та мистецтва
- 1999 — Лауреат Премії «Ніка» (приз «Честь и достоинство»)
- 1999 — Золота пушкінська медаль рос. «За вклад в развитие, сохранение и приумножение традиций отечественной культуры»
- 2000 — Орден «За заслуги перед Вітчизною» III-го ступеню
- 2000 — Лауреат премії мерії м. Москви в області кіно (посмертно)

## Фільмографія

### Режисерські роботи
- 1948 — «Шлях слави», разом з Б.Бунєєвим та А.Рибаковим
- 1954 — «Кортик», разом з В. Венгеровим
- 1956 — «Чужа рідня» (у головній ролі Микола Рибников)
- 1957 — «Тугий вузол», (інша назва «Саша вступає у життя»)
- 1960 — «Воскресіння», 1-ша серія
- 1960 — «Мічман Панін»
- 1961 — «Воскресіння», 2-га серія
- 1966 — «Час, вперед!», разом з С. Мількіною
- 1968 — «Золоте теля»
- 1970 — «Карусель»
- 1975 — «Втеча містера Мак-Кінлі»
- 1977 — «Смішні люди!»
- 1979 — «Маленькі трагедії», телевізійний фільм
- 1984 — «Мертві душі», телевізійний фільм
- 1987 — «Крейцерова соната», разом з С. Мількіною
- 1992 — «Як живете, карасі?», разом з С. Мількіною
- 1993 — «Послухай, Фелліні!», телевізійний фільм, разом з С. Мількіною

### Сценарії до фільмів
- 1960 — «Воскресіння», 1-ша серія (участь у сценарії)
- 1961 — «Воскресіння», 2-га серія (участь у сценарії)
- 1966 — «Час, вперед!», разом з В.Катаєвим
- 1968 — «Золоте теля»
- 1970 — «Карусель»
- 1977 — «Смішні люди!»
- 1979 — «Маленькі трагедії»
- 1984 — «Мертві душі»
- 1987 — «Крейцерова соната»
- 1992 — «Як живете, карасі?», разом з С. Мількіною та Є.Козловським
- 1993 — «Послухай, Фелліні!», разом з С. Мількіною
- 2001 — «Коти під дощем», анімаційний (Росія), разом з О. Деміним

### Акторські роботи
- 1966 — «Час, вперед!»